# Virginia Boccabadati
Virginia Gazzuoli, se faisant appeler Virginia Boccabadati (du nom de sa mère), née à Modène le 29 avril 1828, décédée à Turin le 6 août 1922, est une cantatrice italienne qui s'est produite au milieu du XIXe siècle.

## Biographie
Fille cadette de Luigia Boccabadati, elle étudie le chant dès sa jeunesse auprès de sa mère et commence brillamment sa carrière à Palerme en 1847 dans le rôle titre de Linda di Chamounix de Donizetti. Elle se marie très jeune au comte Carignani et participe avec son mari aux Cinq journées de Milan en 1848 : ils y sont vus portant leur carrosse sur une barricade.
Les événements politiques l'écartent de la scène pendant quelque temps, et elle ne revient chanter qu'en 1850, au Teatro della Pergola de Florence, dans I masnadieri de Verdi. Elle chante souvent avec son beau-frère le baryton Felice Varesi. En 1852 elle se produit au Théâtre italien de Paris (où elle revient en 1855 et 1856). Parmi les succès de sa carrière, il faut mentionner son rôle dans Rigoletto et dans la Traviata, pour lequel Verdi lui-même l'avait suggérée à la direction du Teatro La Fenice comme idéale pour le rôle de Violetta lors de la première de l'opéra. Ensuite, cependant, elle dit elle-même préférer les compositions de Bellini et de Donizetti. Spécialisée dans le répertoire lyrique léger, elle a su s'imposer aussi dans d'autres rôles plus dramatiques.
Après un souci de santé qui lui change la voix, elle se consacre davantage à l'enseignement, et après la mort de son mari, accepte la place de professeur de chant que lui propose Carlo Pedrotti au Liceo Musicale de Pesaro. Elle publie là, en 1893, ses Osservazioni pratiche per lo studio del canto, opuscule qui présente la technique de chant de sa mère et mentionne les rapports amicaux avec Donizetti. Parmi ses élèves, on note Celestina Boninsegna et Maria Farneti (it).
Elle se retire dans sa vieillesse au Regio convitto delle vedove e nubili di civile condizione de Turin, où elle meurt presque centenaire.

## Interprétations

### Rôles créés
- Adina dans La demente de Filippo Marchetti, au Teatro Carignano de Turin, le 27 novembre 1856[8].
- Emilia dans Il Consiglio dei Dieci de Lucio Campiani (it), le 14 novembre 1857, au Teatro della Società de Trévise[9].
- Lisetta dans Il matrimonio per concorso de Serafino Amedeo De Ferrari (en), le 7 août 1858, à La Fenice de Venise[10].

### Autres
- Linda dans Linda di Chamounix de Gaetano Donizetti, en 1847, au Teatro Carolino de Palerme[2], et de nouveau le 10 juillet 1858 à La Fenice de Venise[11].
- Gilda dans Rigoletto[12]
- Violetta dans La Traviata de Verdi[12],[13].